# Röcksta
Röcksta är en småort i Roslags-Bro socken i Norrtälje kommun i Stockholms län. Röcksta ligger s cirka 7 kilometer nordöst om Norrtälje. Bebyggelsen söder om Röcksta ingår i småorten Röcksta och Kvilunda,